# Józef Kowalczyk (komunista)

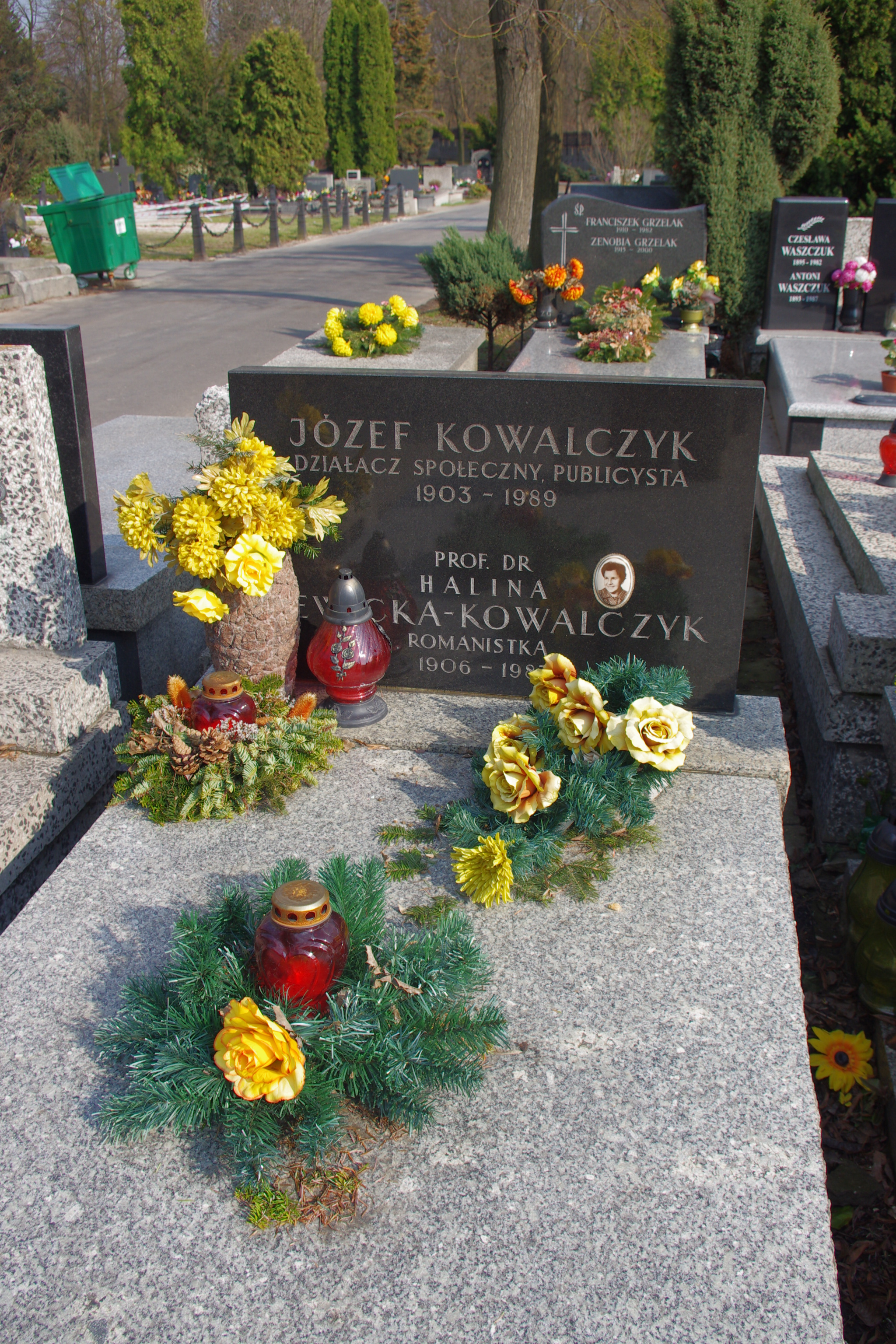
Grób działacza komunistycznego Józefa Kowalczyka i romanistki prof. Haliny Lewickiej-Kowalczyk (1906–1983) na Powązkach Wojskowych w Warszawie

Józef Kowalczyk (właśc. Józef Schneider vel Rotenberg) pseud. Czesław Górski, Edward Kraus (ur. 10 kwietnia 1903 w Stanisławowie, zm. 5 sierpnia 1989 w Warszawie) – działacz komunistyczny, publicysta, sekretarz Centralnej Redakcji KPP, redaktor naczelny „Trybuny Wolności” 1946–1948 i 1954–1957, kierownik Wydziału Oświaty i Kultury KC PPR/PZPR 1948–1953, redaktor naczelny tygodnika „Świat i Polska” od 1957, zastępca kierownika Wydziału Zagranicznego KC PZPR 1960–1967, pułkowwnik WP, doradca polityczny i minister pełnomocny w Międzynarodowej Komisji Nadzorczej Państw Neutralnych w Korei.

## Życiorys
Syn Adolfa vel Adama. Podczas nauki w lwowskim gimnazjum zetknął się z ruchem socjalistycznym. Sekretarz lwowskiej grupy młodzieżowej KPGW. W 1918 wydalony z gimnazjum za udział w demonstracji pierwszomajowej, pracował krótko w Wiedniu w redakcji polskojęzycznego pisma komunistycznego „Świt”. Po powrocie do Lwowa został aresztowany, przewieziony do Warszawy i osadzony na Pawiaku, skąd zwolniono go latem 1921. Potem został wolnym słuchaczem na Wydziale Prawa Uniwersytetu Lwowskiego i nadal działał w KPGW. W okresie 30 X 1921 – 13 I 1923 ponownie więziony. Latem 1923 został sekretarzem redakcji organu Związku Proletariatu Miast i Wsi „Trybuna Robotnicza”, a w czerwcu 1924 – sekretarzem redakcji dwutygodnika „Życie Związkowe”. W latach 1925–1928 przebywał w Austrii, gdzie współpracował z austriackimi komunistami w agitacji i propagandzie. 1928–1930 w ZSRR. Po powrocie do kraju został członkiem, później sekretarzem Centralnej Redakcji KC KPP. Poza tym pracował w redakcji „Czerwonego Sztandaru”, centralnego organu KPP. W kwietniu 1933 zagrożony aresztowaniem, udał się do Moskwy, gdzie w 1934 został kierownikiem działu polskiego w redakcji polskojęzycznej „Trybuny Radzieckiej”. Współpracował z „Prawdą” i był docentem w Komunistycznym Uniwersytecie Mniejszości Narodowych Zachodu (KUMNZ). W listopadzie 1935 został aresztowany w Suchumi przez NKWD, a w grudniu osadzony w obozie pracy. Zwolniony po 4 latach, jednak z zakazem opuszczania obwodu wołogodskiego.
Wiosną 1945 otrzymał zgodę na wyjazd do Moskwy, gdzie skontaktował się z polskimi organizacjami, a w grudniu 1945 wrócił do Polski i wstąpił do PPR. W 1946 został zastępcą redaktora naczelnego „Głosu Ludu” - organu KC PPR. W grudniu 1946 został redaktorem naczelnym „Trybuny Wolności” (do 1948). W lutym 1948 został prezesem Polskiego Instytutu Prasoznawczego. 1 listopada 1948 został kierownikiem Wydziału Oświaty KC PPR, w grudniu 1948 przemianowanego na Wydział Oświaty i Kultury KC PZPR (do 1953). W latach 1950–1953 był kierownikiem katedry historii polskiego ruchu robotniczego w Centralnej Szkole Partyjnej PZPR; napisał wówczas (1952) oficjalny życiorys Bolesława Bieruta (Bolesław Bierut życie i działalność). Działał w Związku Zawodowym Dziennikarzy RP. Był delegatem na I, II, III i IV Zjazd PZPR (grudzień 1948, marzec 1954, marzec 1959 i czerwiec 1964). W latach 1948–1959 był w Centralnej Komisji Kontroli Partyjnej, następnie do 1968 w Centralnej Komisji Rewizyjnej PZPR. 15 czerwca 1953 został skierowany jako pułkownik do WP, a w lipcu 1953 mianowany doradcą politycznym i ministrem pełnomocnym w Międzynarodowej Komisji Nadzorczej Państw Neutralnych w Korei. Latem 1954 był obserwatorem z ramienia Polski na konferencji genewskiej ONZ w sprawie Korei i Wietnamu. W latach 1954–1957 ponownie był redaktorem naczelnym „Trybuny Wolności”, a od 1957 – tygodnika „Świat i Polska”. Członek rady naukowej Zakładu Historii Partii przy KC PZPR. W latach 1960–1967 zastępca kierownika Wydziału Zagranicznego KC PZPR. Od kwietnia 1970 na rencie dla zasłużonych. Został pochowany na Powązkach Wojskowych w Warszawie (kwatera D37-1-2).
Był odznaczony m.in. Orderem Sztandaru Pracy I klasy i Medalem im. Ludwika Waryńskiego.